# Les sources bleues
Les sources bleues ist ein Jazzalbum von Tony Coe, Tony Hymas und Chris Laurence. Die 1988 und im April 1992 in Studios in England entstandenen Aufnahmen erschienen 1992 auf dem französischen Label Nato.

## Hintergrund
Les sources bleues war der Soundtrack Tony Coes für den Film Camomille (deutscher Titel Versteckte Leidenschaft) von Mehdi Charef, mit Rémi Martin und Philippine Leroy-Beaulieu in den Hauptrollen. Auch Tony Hymas trug Stücke zur Musik des Filmdramas bei. Zur gleichen Zeit nahmen sowohl Coe als auch Hymas in verschiedenen Besetzungen (u. a. mit Jean Méreu, John Barclay, Chris Pyne, Steve Beresford, Laurence Cottle) Material für Spirou auf, eine Hommage an die 52-teilige franco-belgische Zeichentrick-Fernsehserie Spirou und Fantasio.

## Titelliste
- Tony Coe: Les sources bleues (Nato 112100)[2]

1. Tangellen	3:40
2. Rush (Tony Hymas) 3:40
3. Jardin de Sable (Tony Hymas) 5:55
4. Amaaph (Tony Hymas) 6:44
5. Mexican George	5:40
6. Canterbury song	7:47
7. Camomille	4:35
8. Cela	5:00

Wenn nicht anders vermerkt, stammen die Kompositionen von Tony Coe.

## Rezeption
Thom Jurek verlieh dem Album in Allmusic vier Sterne und schrieb, man könnte meinen, dass diese Band bei einem Trio-Auftritt wie diesem etwas mehr „out“ spielen würde; aber da dies ein Soundtrack werden sollte, sei das Inside-Styling sehr angemessen und erfrischend, wenn man bedenkt, wie wild einige von Coes anderen Projekten klingen können. Als Trio seien Coe, Hymas und Laurence gut geeignet für diese Aufgabe, die filmischen Visionen mit der akustischen Umgebung zu artikulieren. Noch nie sei Coes Kompositionsstil so mit dem von Hymas verwoben gewesen, dass beide Männer die Methoden des anderen ausprobieren, um zu einem Mittelweg zu gelangen, den Chris Laurence ihnen offenbare. Dies sei ein wunderschöner Soundtrack, der musikalisch ebenso erbaulich ist wie ein [eigenständiges] Gegenstück zum Film.
Die Kritiker Richard Cook und Brian Morton verliehen dem Album im Penguin Guide to Jazz die zweithöchste Bewertung und schrieben, dies sei ein entzückendes Album ohne Schlagzeug, das einmal mehr das Hintersichlassen von Nutty on Willisau (1984) unterstreiche, wo es mit Tony Oxley einen insgesamt feurigeren Spielpartner gab. Dieses Album sei hingegen sehr sanft und melodisch, aber es gebe beißende Ansätze bei Coes eigenem Spiel. Er sei ein großartiger Ermöglicher; er habe diese Fähigkeit, die Menschen um sich herum besser spielen zu lassen. Hier klinge er in seinen Solo-Statements hell und artikuliert und sei ein vorbildlicher Begleiter. Über Chris Laurence könne man nichts mehr zu sagen, als dass er ein Meister der Kunst sei.